# Lista över fornlämningar i Uppsala kommun (Dalby)
Lista över fornlämningar i Uppsala kommun (Dalby) är en förteckning av ett urval av de fornlämningar som finns i Dalby i Uppsala kommun.
| Namn                            | Lämningstyp                      | Tillkomsttid | Historisk indelning | Plats | Läge                 | ID-nr          | Bild                                      |
| ------------------------------- | -------------------------------- | ------------ | ------------------- | ----- | -------------------- | -------------- | ----------------------------------------- |
| Dalby 2:1                       | Grav- och boplatsområde          |              | Dalby, Uppland      |       | 59.786372, 17.499015 | 10021500020001 | Ladda upp en till bild av detta fornminne |
| Dalby 3:1                       | Hög                              |              | Dalby, Uppland      |       | 59.783669, 17.505443 | 10021500030001 | Ladda upp en bild av detta fornminne      |
| Dalby 3:2                       | Stensättning                     |              | Dalby, Uppland      |       | 59.783539, 17.504756 | 10021500030002 | Ladda upp en bild av detta fornminne      |
| Dalby 3:3                       | Hög                              |              | Dalby, Uppland      |       | 59.783685, 17.505775 | 10021500030003 | Ladda upp en bild av detta fornminne      |
| Dalby 3:4                       | Stensättning                     |              | Dalby, Uppland      |       | 59.784039, 17.504683 | 10021500030004 | Ladda upp en bild av detta fornminne      |
| Dalby 4:1                       | Gravfält                         |              | Dalby, Uppland      |       | 59.780205, 17.506832 | 10021500040001 | Ladda upp en bild av detta fornminne      |
| Dalby 7:1                       | Stensättning                     |              | Dalby, Uppland      |       | 59.787024, 17.505821 | 10021500070001 | Ladda upp en bild av detta fornminne      |
| Dalby 7:2                       | Hällristning                     |              | Dalby, Uppland      |       | 59.787037, 17.505736 | 10021500070002 | Ladda upp en bild av detta fornminne      |
| Dalby 9:1                       | Gravfält                         |              | Dalby, Uppland      |       | 59.783295, 17.525276 | 10021500090001 | Ladda upp en bild av detta fornminne      |
| Dalby 10:1                      | Stensättning                     |              | Dalby, Uppland      |       | 59.784587, 17.522676 | 10021500100001 | Ladda upp en bild av detta fornminne      |
| Dalby 10:2                      | Stensättning                     |              | Dalby, Uppland      |       | 59.784587, 17.522523 | 10021500100002 | Ladda upp en bild av detta fornminne      |
| Dalby 10:4                      | Stensättning                     |              | Dalby, Uppland      |       | 59.785075, 17.521958 | 10021500100004 | Ladda upp en bild av detta fornminne      |
| Dalby 12:1                      | Stensättning                     |              | Dalby, Uppland      |       | 59.786324, 17.517160 | 10021500120001 | Ladda upp en bild av detta fornminne      |
| U 842 (Dalby 21:1)              | Runristning                      |              | Dalby, Uppland      |       | 59.777008, 17.512746 | 10021500210001 | Ladda upp en bild av detta fornminne      |
| Dalby 23:1                      | Stensättning                     |              | Dalby, Uppland      |       | 59.780400, 17.503969 | 10021500230001 | Ladda upp en bild av detta fornminne      |
| Dalby 26:1                      | Gravfält                         |              | Dalby, Uppland      |       | 59.782346, 17.539218 | 10021500260001 | Ladda upp en bild av detta fornminne      |
| Dalby 30:1                      | Gravfält                         |              | Dalby, Uppland      |       | 59.778698, 17.528722 | 10021500300001 | Ladda upp en bild av detta fornminne      |
| Dalby 32:1                      | Gravfält                         |              | Dalby, Uppland      |       | 59.776256, 17.505177 | 10021500320001 | Ladda upp en bild av detta fornminne      |
| Dalby 36:1                      | Stensättning                     |              | Dalby, Uppland      |       | 59.773425, 17.497250 | 10021500360001 | Ladda upp en bild av detta fornminne      |
| Dalby 38:1                      | Stensättning                     |              | Dalby, Uppland      |       | 59.774850, 17.500561 | 10021500380001 | Ladda upp en bild av detta fornminne      |
| Dalby 43:1                      | Stensättning                     |              | Dalby, Uppland      |       | 59.775538, 17.514825 | 10021500430001 | Ladda upp en bild av detta fornminne      |
| Dalby 45:1                      | Gravfält                         |              | Dalby, Uppland      |       | 59.774981, 17.517675 | 10021500450001 | Ladda upp en bild av detta fornminne      |
| Dalby 46:1                      | Röse                             |              | Dalby, Uppland      |       | 59.774190, 17.515384 | 10021500460001 | Ladda upp en bild av detta fornminne      |
| Dalby 46:2                      | Stensättning                     |              | Dalby, Uppland      |       | 59.773789, 17.515026 | 10021500460002 | Ladda upp en bild av detta fornminne      |
| Dalby 49:1                      | Röse                             |              | Dalby, Uppland      |       | 59.772930, 17.514565 | 10021500490001 | Ladda upp en bild av detta fornminne      |
| Dalby 50:1                      | Gravfält                         |              | Dalby, Uppland      |       | 59.773022, 17.526473 | 10021500500001 | Ladda upp en bild av detta fornminne      |
| Dalby 55:1                      | Stensättning                     |              | Dalby, Uppland      |       | 59.773286, 17.520478 | 10021500550001 | Ladda upp en bild av detta fornminne      |
| Dalby 56:1                      | Hällristning                     |              | Dalby, Uppland      |       | 59.772997, 17.522886 | 10021500560001 | Ladda upp en bild av detta fornminne      |
| Dalby 62:1                      | Stensättning                     |              | Dalby, Uppland      |       | 59.764379, 17.529682 | 10021500620001 | Ladda upp en bild av detta fornminne      |
| Dalby 77:1                      | Stensättning                     |              | Dalby, Uppland      |       | 59.760255, 17.536392 | 10021500770001 | Ladda upp en bild av detta fornminne      |
| Dalby 82:1                      | Stensättning                     |              | Dalby, Uppland      |       | 59.763626, 17.540877 | 10021500820001 | Ladda upp en bild av detta fornminne      |
| Dalby 85:2                      | Stensättning                     |              | Dalby, Uppland      |       | 59.766250, 17.543025 | 10021500850002 | Ladda upp en bild av detta fornminne      |
| Dalby 85:3                      | Stensättning                     |              | Dalby, Uppland      |       | 59.766511, 17.543274 | 10021500850003 | Ladda upp en bild av detta fornminne      |
| Dalby 85:4                      | Stensättning                     |              | Dalby, Uppland      |       | 59.766365, 17.544021 | 10021500850004 | Ladda upp en bild av detta fornminne      |
| Dalby 87:1                      | Gravfält                         |              | Dalby, Uppland      |       | 59.773350, 17.549342 | 10021500870001 | Ladda upp en bild av detta fornminne      |
| Rönnbacken (Dalby 89:1)         | Stensättning                     |              | Dalby, Uppland      |       | 59.775484, 17.549749 | 10021500890001 | Ladda upp en bild av detta fornminne      |
| Rönnbacken (Dalby 89:3)         | Stensättning                     |              | Dalby, Uppland      |       | 59.775653, 17.550119 | 10021500890003 | Ladda upp en bild av detta fornminne      |
| Dalby 99:1                      | Hög                              |              | Dalby, Uppland      |       | 59.776677, 17.541938 | 10021500990001 | Ladda upp en bild av detta fornminne      |
| Dalby 99:2                      | Hög                              |              | Dalby, Uppland      |       | 59.776613, 17.542639 | 10021500990002 | Ladda upp en bild av detta fornminne      |
| Dalby 100:1                     | Hög                              |              | Dalby, Uppland      |       | 59.777709, 17.542350 | 10021501000001 | Ladda upp en bild av detta fornminne      |
| Dalby 101:1                     | Gravfält                         |              | Dalby, Uppland      |       | 59.778213, 17.541940 | 10021501010001 | Ladda upp en bild av detta fornminne      |
| Dalby 103:1                     | Gravfält                         |              | Dalby, Uppland      |       | 59.781982, 17.541947 | 10021501030001 | Ladda upp en bild av detta fornminne      |
| Dalby 104:1                     | Stensättning                     |              | Dalby, Uppland      |       | 59.769818, 17.543968 | 10021501040001 | Ladda upp en bild av detta fornminne      |
| Dalby 105:1                     | Gravfält                         |              | Dalby, Uppland      |       | 59.768945, 17.542789 | 10021501050001 | Ladda upp en bild av detta fornminne      |
| Dalby 106:1                     | Stensättning                     |              | Dalby, Uppland      |       | 59.768121, 17.540926 | 10021501060001 | Ladda upp en bild av detta fornminne      |
| Dalby 112:1                     | Gravfält                         |              | Dalby, Uppland      |       | 59.767449, 17.555950 | 10021501120001 | Ladda upp en bild av detta fornminne      |
| U 844 (Dalby 113:1)             | Runristning                      |              | Dalby, Uppland      |       | 59.766813, 17.555046 | 10021501130001 | Ladda upp en bild av detta fornminne      |
| Dalby 116:1                     | Röse                             |              | Dalby, Uppland      |       | 59.764590, 17.554277 | 10021501160001 | Ladda upp en bild av detta fornminne      |
| Dalby 117:2                     | Hällristning                     |              | Dalby, Uppland      |       | 59.762165, 17.552670 | 10021501170002 | Ladda upp en bild av detta fornminne      |
| Dalby 120:1                     | Stensättning                     |              | Dalby, Uppland      |       | 59.758000, 17.545823 | 10021501200001 | Ladda upp en bild av detta fornminne      |
| Dalby 120:2                     | Stensättning                     |              | Dalby, Uppland      |       | 59.758093, 17.545221 | 10021501200002 | Ladda upp en bild av detta fornminne      |
| Dalby 124:1                     | Stensättning                     |              | Dalby, Uppland      |       | 59.760235, 17.561704 | 10021501240001 | Ladda upp en bild av detta fornminne      |
| Dalby 124:2                     | Stensättning                     |              | Dalby, Uppland      |       | 59.760346, 17.561809 | 10021501240002 | Ladda upp en bild av detta fornminne      |
| Dalby 126:1                     | Gravfält                         |              | Dalby, Uppland      |       | 59.757885, 17.575176 | 10021501260001 | Ladda upp en bild av detta fornminne      |
| Dalby 128:1                     | Hög                              |              | Dalby, Uppland      |       | 59.749747, 17.574406 | 10021501280001 | Ladda upp en bild av detta fornminne      |
| Dalby 128:2                     | Stensättning                     |              | Dalby, Uppland      |       | 59.749659, 17.574776 | 10021501280002 | Ladda upp en bild av detta fornminne      |
| Dalby 128:3                     | Stensättning                     |              | Dalby, Uppland      |       | 59.749833, 17.574548 | 10021501280003 | Ladda upp en bild av detta fornminne      |
| Dalby 130:1                     | Gravfält                         |              | Dalby, Uppland      |       | 59.752820, 17.565045 | 10021501300001 | Ladda upp en bild av detta fornminne      |
| Dalby 131:1                     | Gravfält                         |              | Dalby, Uppland      |       | 59.750694, 17.565448 | 10021501310001 | Ladda upp en bild av detta fornminne      |
| Dalby 132:1                     | Gravfält                         |              | Dalby, Uppland      |       | 59.749069, 17.561653 | 10021501320001 | Ladda upp en bild av detta fornminne      |
| Dalby 134:1                     | Hög                              |              | Dalby, Uppland      |       | 59.746067, 17.564312 | 10021501340001 | Ladda upp en bild av detta fornminne      |
| Dalby 135:1                     | Gravfält                         |              | Dalby, Uppland      |       | 59.745897, 17.562375 | 10021501350001 | Ladda upp en bild av detta fornminne      |
| Dalby 136:1                     | Gravfält                         |              | Dalby, Uppland      |       | 59.745205, 17.563422 | 10021501360001 | Ladda upp en bild av detta fornminne      |
| Dalby 137:1                     | Stensättning                     |              | Dalby, Uppland      |       | 59.742593, 17.565430 | 10021501370001 | Ladda upp en bild av detta fornminne      |
| Dalby 139:1                     | Hög                              |              | Dalby, Uppland      |       | 59.752585, 17.553811 | 10021501390001 | Ladda upp en bild av detta fornminne      |
| Dalby 140:1                     | Gravfält                         |              | Dalby, Uppland      |       | 59.751976, 17.553459 | 10021501400001 | Ladda upp en bild av detta fornminne      |
| Dalby 141:1                     | Gravfält                         |              | Dalby, Uppland      |       | 59.749413, 17.543474 | 10021501410001 | Ladda upp en bild av detta fornminne      |
| Dalby 142:1                     | Stensättning                     |              | Dalby, Uppland      |       | 59.750433, 17.547504 | 10021501420001 | Ladda upp en bild av detta fornminne      |
| Dalby 142:2                     | Stensättning                     |              | Dalby, Uppland      |       | 59.750340, 17.547675 | 10021501420002 | Ladda upp en bild av detta fornminne      |
| Dalby 143:1                     | Hög                              |              | Dalby, Uppland      |       | 59.747189, 17.554210 | 10021501430001 | Ladda upp en bild av detta fornminne      |
| Dalby 144:1                     | Gravfält                         |              | Dalby, Uppland      |       | 59.748202, 17.557575 | 10021501440001 | Ladda upp en bild av detta fornminne      |
| Dalby 146:1                     | Gravfält                         |              | Dalby, Uppland      |       | 59.746867, 17.544988 | 10021501460001 | Ladda upp en bild av detta fornminne      |
| Dalby 147:1                     | Stensättning                     |              | Dalby, Uppland      |       | 59.744931, 17.545828 | 10021501470001 | Ladda upp en bild av detta fornminne      |
| Dalby 147:2                     | Grav markerad av sten/block      |              | Dalby, Uppland      |       | 59.745052, 17.545949 | 10021501470002 | Ladda upp en bild av detta fornminne      |
| Dalby 147:3                     | Grav markerad av sten/block      |              | Dalby, Uppland      |       | 59.745039, 17.545834 | 10021501470003 | Ladda upp en bild av detta fornminne      |
| Dalby 147:4                     | Grav markerad av sten/block      |              | Dalby, Uppland      |       | 59.744938, 17.546067 | 10021501470004 | Ladda upp en bild av detta fornminne      |
| Gärdesbacken (Dalby 148:1)      | Stensättning                     |              | Dalby, Uppland      |       | 59.745561, 17.548693 | 10021501480001 | Ladda upp en bild av detta fornminne      |
| Dalby 149:1                     | Gravfält                         |              | Dalby, Uppland      |       | 59.745395, 17.546334 | 10021501490001 | Ladda upp en bild av detta fornminne      |
| Dalby 150:1                     | Röse                             |              | Dalby, Uppland      |       | 59.741634, 17.545782 | 10021501500001 | Ladda upp en bild av detta fornminne      |
| Dalby 150:2                     | Stensättning                     |              | Dalby, Uppland      |       | 59.741527, 17.545998 | 10021501500002 | Ladda upp en bild av detta fornminne      |
| Älvkvarnsbackarna (Dalby 151:1) | Gravfält                         |              | Dalby, Uppland      |       | 59.742283, 17.553640 | 10021501510001 | Ladda upp en bild av detta fornminne      |
| Älvkvarnsbackarna (Dalby 151:2) | Hällristning                     |              | Dalby, Uppland      |       | 59.742031, 17.553497 | 10021501510002 | Ladda upp en bild av detta fornminne      |
| Dalby 152:1                     | Gravfält                         |              | Dalby, Uppland      |       | 59.740199, 17.550927 | 10021501520001 | Ladda upp en bild av detta fornminne      |
| Dalby 155:1                     | Gravfält                         |              | Dalby, Uppland      |       | 59.739099, 17.552247 | 10021501550001 | Ladda upp en bild av detta fornminne      |
| Dalby 156:1                     | Stensättning                     |              | Dalby, Uppland      |       | 59.741197, 17.557542 | 10021501560001 | Ladda upp en bild av detta fornminne      |
| Dalby 156:2                     | Stensättning                     |              | Dalby, Uppland      |       | 59.741153, 17.557745 | 10021501560002 | Ladda upp en bild av detta fornminne      |
| Dalby 156:3                     | Grav markerad av sten/block      |              | Dalby, Uppland      |       | 59.741078, 17.557899 | 10021501560003 | Ladda upp en bild av detta fornminne      |
| Dalby 157:1                     | Stensättning                     |              | Dalby, Uppland      |       | 59.740271, 17.556327 | 10021501570001 | Ladda upp en bild av detta fornminne      |
| Dalby 157:2                     | Stensättning                     |              | Dalby, Uppland      |       | 59.740548, 17.556363 | 10021501570002 | Ladda upp en bild av detta fornminne      |
| Dalby 157:3                     | Stensättning                     |              | Dalby, Uppland      |       | 59.740486, 17.556543 | 10021501570003 | Ladda upp en bild av detta fornminne      |
| Dalby 160:1                     | Gravfält                         |              | Dalby, Uppland      |       | 59.745395, 17.538576 | 10021501600001 | Ladda upp en bild av detta fornminne      |
| Dalby 162:1                     | Gravfält                         |              | Dalby, Uppland      |       | 59.743568, 17.531068 | 10021501620001 | Ladda upp en bild av detta fornminne      |
| Bobacken (Dalby 163:1)          | Gravfält                         |              | Dalby, Uppland      |       | 59.745609, 17.529543 | 10021501630001 | Ladda upp en bild av detta fornminne      |
| Dalby 164:1                     | Gravfält                         |              | Dalby, Uppland      |       | 59.749203, 17.526312 | 10021501640001 | Ladda upp en bild av detta fornminne      |
| Dalby 166:1                     | Gravfält                         |              | Dalby, Uppland      |       | 59.747727, 17.527115 | 10021501660001 | Ladda upp en bild av detta fornminne      |
| Dalby 166:2                     | Stensättning                     |              | Dalby, Uppland      |       | 59.747457, 17.527033 | 10021501660002 | Ladda upp en bild av detta fornminne      |
| Dalby 170:1                     | Stensättning                     |              | Dalby, Uppland      |       | 59.745244, 17.544966 | 10021501700001 | Ladda upp en bild av detta fornminne      |
| Dalby 171:1                     | Stensättning                     |              | Dalby, Uppland      |       | 59.741272, 17.568978 | 10021501710001 | Ladda upp en bild av detta fornminne      |
| Dalby 172:1                     | Hällristning                     |              | Dalby, Uppland      |       | 59.785240, 17.509551 | 10021501720001 | Ladda upp en bild av detta fornminne      |
| Dalby 185:1                     | Gravfält                         |              | Dalby, Uppland      |       | 59.746290, 17.544595 | 10021501850001 | Ladda upp en bild av detta fornminne      |
| Dalby 186:1                     | Gravfält                         |              | Dalby, Uppland      |       | 59.743347, 17.546910 | 10021501860001 | Ladda upp en bild av detta fornminne      |
| Dalby 193:1                     | Hög                              |              | Dalby, Uppland      |       | 59.756600, 17.544755 | 10021501930001 | Ladda upp en bild av detta fornminne      |
| Dalby 193:2                     | Stensättning                     |              | Dalby, Uppland      |       | 59.756450, 17.544789 | 10021501930002 | Ladda upp en bild av detta fornminne      |
| Dalby 216:1                     | Stensättning                     |              | Dalby, Uppland      |       | 59.766378, 17.535960 | 10021502160001 | Ladda upp en bild av detta fornminne      |
| Dalby 218:1                     | Stensättning                     |              | Dalby, Uppland      |       | 59.744564, 17.558545 | 10021502180001 | Ladda upp en bild av detta fornminne      |
| Dalby 222:1                     | Stensättning                     |              | Dalby, Uppland      |       | 59.768210, 17.539287 | 10021502220001 | Ladda upp en bild av detta fornminne      |
| Dalby 223:1                     | Stensättning                     |              | Dalby, Uppland      |       | 59.770229, 17.531883 | 10021502230001 | Ladda upp en bild av detta fornminne      |
| Dalby 230:1                     | Hällristning                     |              | Dalby, Uppland      |       | 59.775369, 17.511049 | 10021502300001 | Ladda upp en bild av detta fornminne      |
| Dalby 232:1                     | Hällristning                     |              | Dalby, Uppland      |       | 59.780751, 17.533591 | 10021502320001 | Ladda upp en bild av detta fornminne      |
| Dalby 238:1                     | Grav- och boplatsområde          |              | Dalby, Uppland      |       | 59.783710, 17.539178 | 10021502380001 | Ladda upp en bild av detta fornminne      |
| Dalby 238:2                     | Hällristning                     |              | Dalby, Uppland      |       | 59.783959, 17.538205 | 10021502380002 | Ladda upp en bild av detta fornminne      |
| U 845 (Dalby 241:1)             | Runristning                      |              | Dalby, Uppland      |       | 59.767886, 17.552472 | 10021502410001 | Ladda upp en bild av detta fornminne      |
| Dalby 244:1                     | Stensättning                     |              | Dalby, Uppland      |       | 59.758637, 17.547311 | 10021502440001 | Ladda upp en bild av detta fornminne      |
| Dalby 261:1                     | Stensättning                     |              | Dalby, Uppland      |       | 59.767937, 17.546455 | 10021502610001 | Ladda upp en bild av detta fornminne      |
| Dalby 264:1                     | Hällristning                     |              | Dalby, Uppland      |       | 59.777214, 17.547168 | 10021502640001 | Ladda upp en bild av detta fornminne      |
| Dalby 264:2                     | Hällristning                     |              | Dalby, Uppland      |       | 59.777139, 17.547515 | 10021502640002 | Ladda upp en bild av detta fornminne      |
| Dalby 265:2                     | Stensättning                     |              | Dalby, Uppland      |       | 59.781329, 17.548376 | 10021502650002 | Ladda upp en bild av detta fornminne      |
| Dalby 265:3                     | Stensättning                     |              | Dalby, Uppland      |       | 59.781261, 17.548205 | 10021502650003 | Ladda upp en bild av detta fornminne      |
| Dalby 272:1                     | Stensättning                     |              | Dalby, Uppland      |       | 59.785740, 17.534498 | 10021502720001 | Ladda upp en bild av detta fornminne      |
| Dalby 284:1                     | Hällristning                     |              | Dalby, Uppland      |       | 59.784349, 17.505005 | 10021502840001 | Ladda upp en bild av detta fornminne      |
| Dalby 285:1                     | Hällristning                     |              | Dalby, Uppland      |       | 59.785990, 17.512893 | 10021502850001 | Ladda upp en bild av detta fornminne      |
| Dalby 290:1                     | Husgrund, förhistorisk/medeltida |              | Dalby, Uppland      |       | 59.780604, 17.497121 | 10021502900001 | Ladda upp en bild av detta fornminne      |
| Dalby 290:2                     | Grav markerad av sten/block      |              | Dalby, Uppland      |       | 59.780798, 17.497082 | 10021502900002 | Ladda upp en bild av detta fornminne      |
| Dalby 291:1                     | Stensättning                     |              | Dalby, Uppland      |       | 59.761151, 17.550570 | 10021502910001 | Ladda upp en bild av detta fornminne      |
| Dalby 297:1                     | Hällristning                     |              | Dalby, Uppland      |       | 59.785597, 17.502005 | 10021502970001 | Ladda upp en bild av detta fornminne      |